# Entorno natural de Asturias

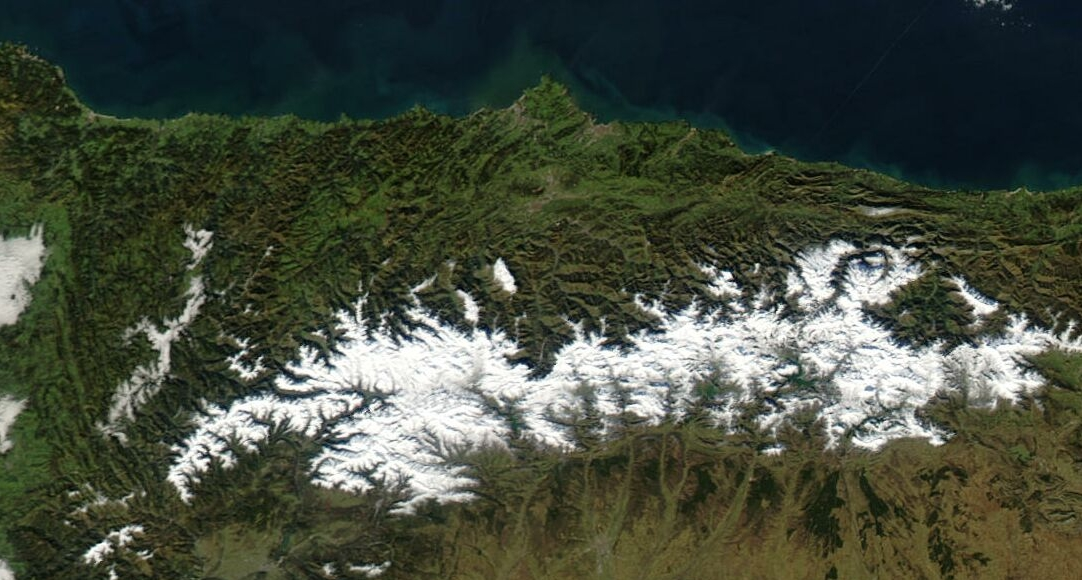
Imagen de satélite de Asturias.

Asturias es una región situada en el norte de España, que debido a su orografía preserva en gran medida un entorno natural de gran calidad.
Este hecho se ve reflejado en que un alto porcentaje del territorio tiene algún tipo de protección medioambiental. Así podemos destacar la existencia de cuatro reservas de la bioesfera, un parque nacional, cinco parques naturales, diez reservas naturales, diez parajes naturales y treinta y cinco monumentos naturales.
Esta red de espacios naturales comprenden alrededor de un tercio del territorio de la región

## Territorio

### Geografía
El Principado de Asturias está ubicado al norte de la península ibérica, en Europa occidental. Tiene una extensión total de 10.604 km².

#### Geografía política
Asturias está dividida administrativamente en 78 concejos o municipios. Por debajo del concejo está la figura de la parroquia, que no tiene que coincidir necesariamente con la eclesiástica. Esta figura no ha sido desarrollada legalmente en todos los concejos aún, aunque oficiosamente se emplea en todos. Por encima de los concejos el Estatuto de Autonomía contempla la posibilidad de crear comarcas, aunque todavía no se ha formado ninguna. En cambio, si hay mancomunidades, que consisten en la agrupación de un número de concejos con un fin común.

### Geología
Durante la Era Cenozoica, la era del gran plegamiento alpino que formó las cordilleras actuales como los Alpes, Andes e Himalayas, el Macizo Hespérico sufrirá rebajamientos y cambios, pero en general, se comportará como un bloque rígido y emergido.
Durante el periodo Mesozoico se generan transgresiones y se forman cuencas de sedimentación en torno al macizo elevado. Debido a esto en el secundario el macizo permanece erguido lo que le somete a la erosión. En la era Cenozoica dentro de la tectónica alpina se suceden las reactivaciones y arrasamientos que produce un macizo erosionado, con zonas nuevas por las reactivaciones de las placas con fracturas y plegamientos. Así de esta forma se crea la cordillera cantábrica, zonas costera, montaña prelitoral, sierra del Cuera,fosa de Liébana, surco prelitoral en Cangas de Onís y fallas en Cabrales.
Las rasas litorales de Principado de Asturias (Llanes, Ribadedeva, etc) y las cántabras nos indican que estuvieron sumergidas bajo el nivel del mar. Así de esta forma hace 18.000 años los monteas cantábricos estarían situados unos cien metros bajo el agua. En la  transgresión Flandiense (miocénica) se forman los acantilados.

#### Macizo Asturiano

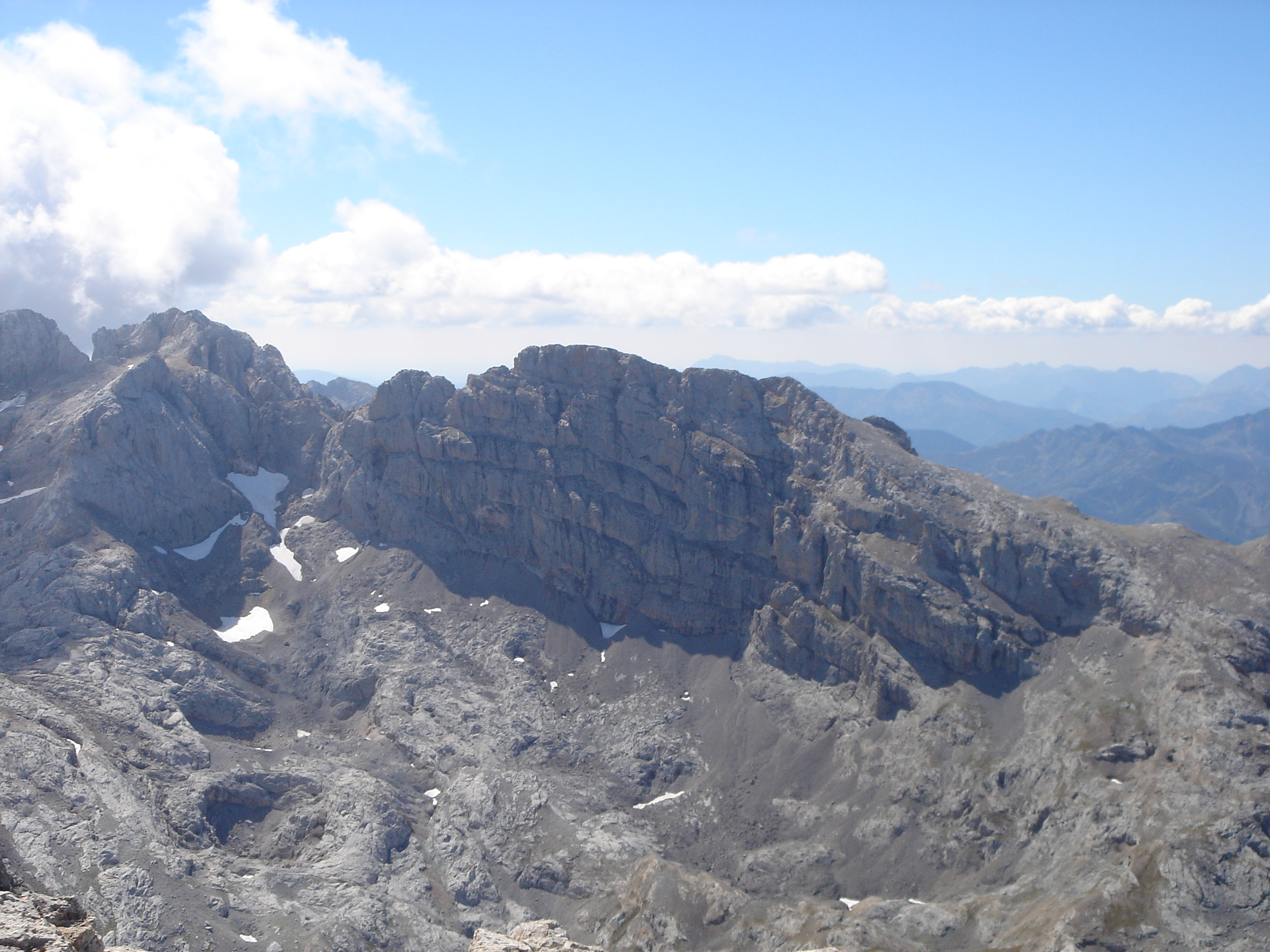
El imponente murallón norte de la Torre de la Palanca (2.614 m).

El macizo asturiano forma parte del macizo hespérico formando con la cuenca sedimentaria y los relieves vasco-cántabros la cordillera Cantábrica.
El macizo asturiano desde el punto de vista geológico tiene gran complejidad debido a su larga historia geológica muy estructurado y condicionado por el sistema tectónico. Las principales líneas de estructura se enlazan con un gran arco proveniente del sur de Portugal si bien al llegar a la zona norte cambia su dirección de sur-norte a norte-sur. 
El macizo contiene fallas, plegamientos y mantos de cabalgamiento, diferentes tipos geológicos lo que implica una formación muy compleja. Dentro del macizo asturiano podemos subdividirlo en dos secciones, el macizo cantábrico y asturleonés

##### Picos de Europa
Los Picos de Europa se encuentran en la línea que forma la cordillera Cantábrica, es necesario diferenciarlos de esta por su formación más reciente. Mientras que la Cordillera está constituida por materiales del Paleozoico (con una antigüedad estimada de entre 300 y 600 millones de años), los Picos de Europa esperaron hasta los últimos capítulos de esta era, al Paleolítico Superior y más concretamente a lo que se dio en llamar la Orogenia Hercínica, para ser arrancados de la tierra en forma monumentales moles calizas. 

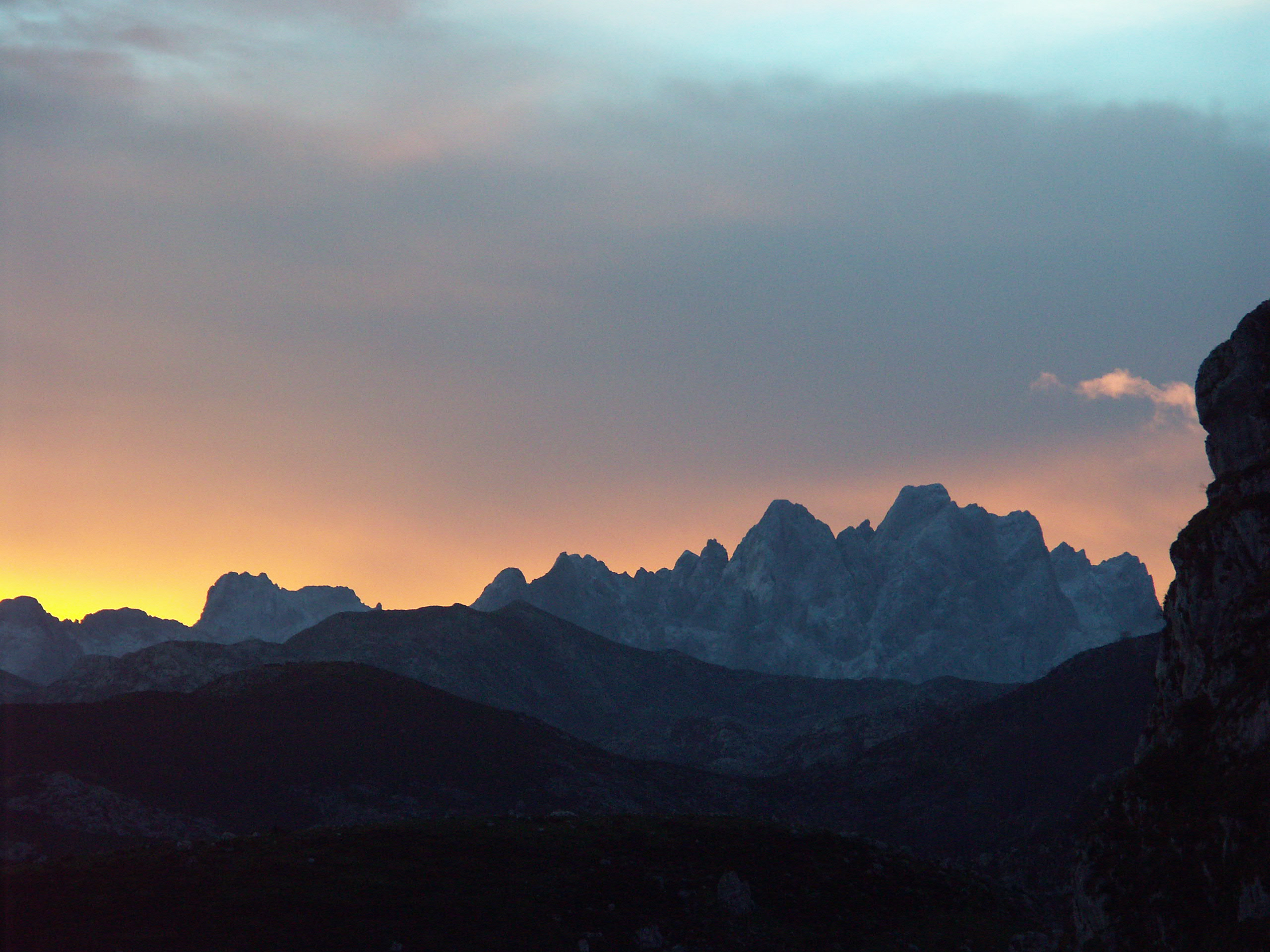
Los Urrieles, encabezados por el Pico de los Cabrones y Torrecerredo desde las inmediaciones del Lago Enol, en el Macizo Occidental.

Los materiales que componen estas montañas pertenecen, dentro de la Orogenia Hercínica, a las edades Dinantiense, Namuriense y Westfaliense y tienen una antigüedad que oscila entre los 250 y los 300 millones de años. Posteriormente los efectos de la erosión y la glaciación en el Cuaternario han ido modelando los Picos hasta darles el aspecto que presentan en la actualidad. Esa erosión, que tanto efecto que tiene en la caliza, es lo que genera los característicos campos de lapiaz y los canalizos de las paredes. El carácter kárstico del paisaje de Picos es lo que hace que el agua procedente de las precipitaciones se filtre rápidamente al subsuelo y circule subterráneamente hasta emanar fuera de los macizos. 
Aunque durante el Cuaternario los glaciares eran algo común en Picos de Europa y llegaban a altitudes muy bajas (por debajo de los mil metros), hoy en día no se conservan glaciares en estas montañas, si bien sí se puede destacar la presencia de múltiples neveros, como el nevero del Jou Negro a los pies de Torrecerredo o Cemba Vieya, en Peña Santa de Enol.

## Entorno natural

### Hidrografía

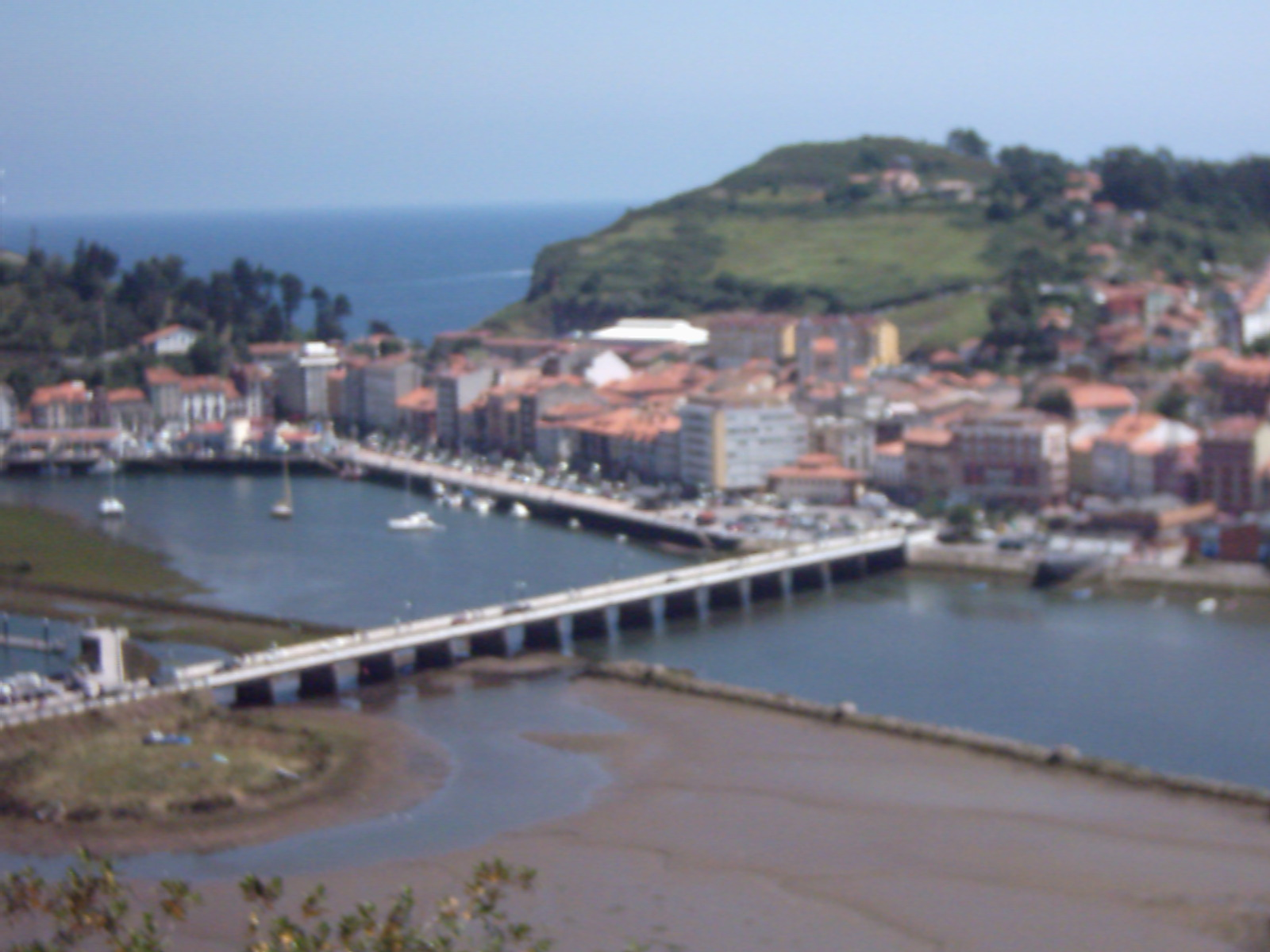
Ría de Ribadesella, desembocadura del río Sella.

Los ríos asturianos son cortos y muy caudalosos. Están encajados en profundos valles que se abren paso hacia el mar Cantábrico de sur a norte.  
Debido a la existencia del Macizo asturiano con un levantamiento tectónico de las placas que origina una franja de montañas a poca distancia del mar. Este hecho origina que los ríos asturianos deban de salvar una altura grande en apenas cuarenta o sesenta kilómetros de franja. Así de esta forma los ríos son cortos y caudalosos, formando en muchos casos desfiladeros y hoces (Cares, Beyos, Esva, etc.)
Este hecho origina otra particularidad de la hidrográficas asturiana que es la abundancia de centrales de hidroeléctricas como las del Navia, Trubia, etc.
El río más largo de Asturias es el Nalón, mientras que otros ríos importantes son el 
Los ríos principales son: Sella, Narcea y el Navia.

### Clima
El clima general en Asturias es oceánico, con precipitaciones abundantes repartidas a lo largo del año y temperaturas suaves tanto en invierno como en verano. Debido a lo abrupto de la geografía asturiana hay infinidad de microclimas, podríamos distinguir cuatro "microclimas principales" por así denominarlo en el Principado. La franja climática del litoral, muy influenciada por el mar, otra franja climática en el suroeste del Principado, con un clima más continentalizado, la franja central que aunque oceánico, no está tan influenciada por el mar como la litoral y el clima de montaña en todas las regiones de la cordillera Cantábrica, con importantes nevadas, que en cotas no muy altas, pueden comenzar en octubre y prorrogarse hasta mayo, aunque no es raro ver algún copo en cotas inferiores a los 2000 metros en los meses de verano.

### Entorno marítimo

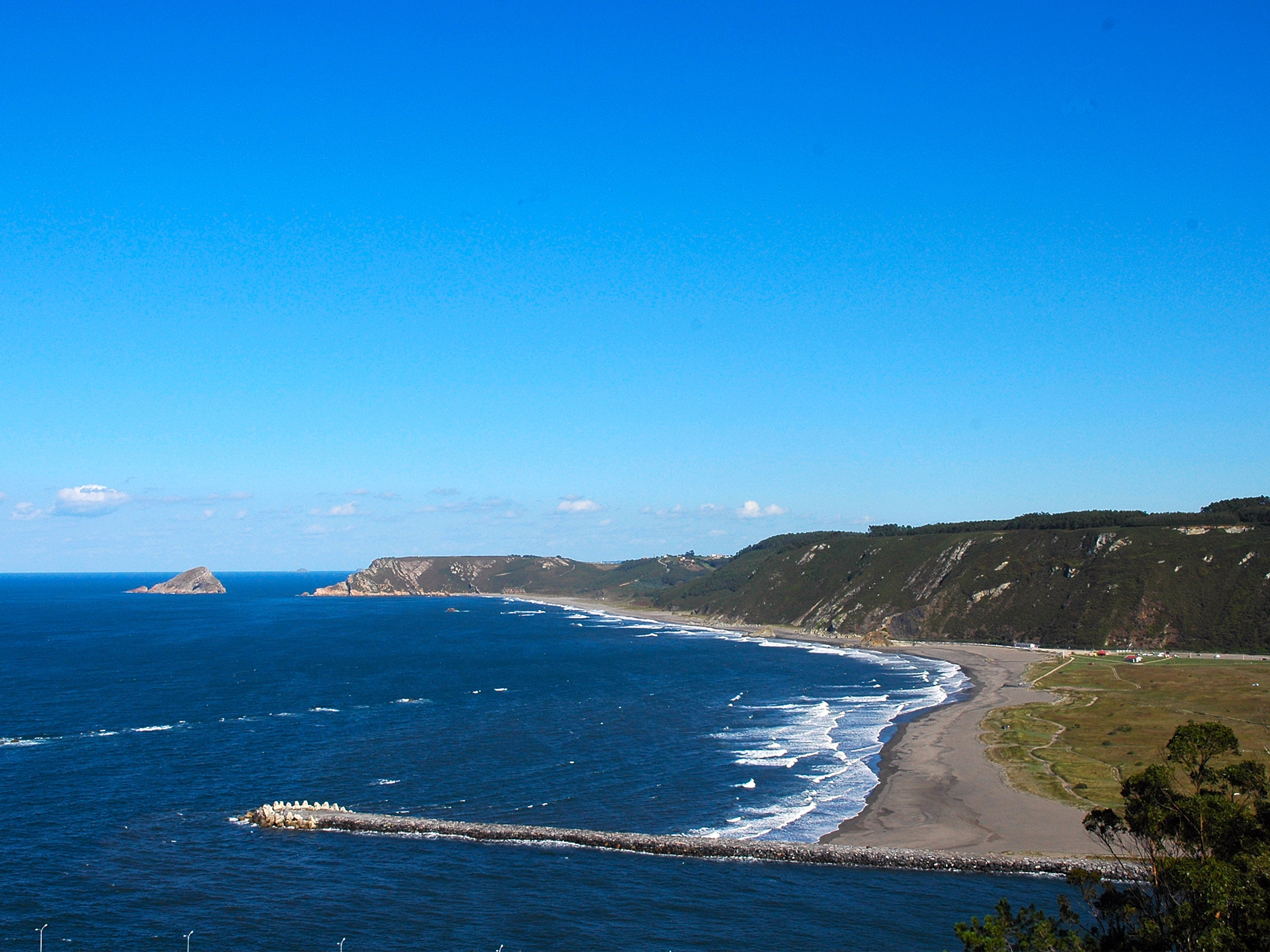
Playa de los Quebrantos.

### Flora
Asturias pertenece a la región eurosiberiana que se caracteriza por bosques frondosos. El tipo de vegetación viene determinado por el sustrato de la tierra además de la climatología.
Por esta razón podemos distinguir tres zonas según su estrato.
1. Zona occidental de la región al ser el sustrato predominante de carácter silíceo hace que abunden las coníferas y el abedul en las zonas más altas,
2. Zona centro-oriental de la región compuesta por zonas silíceas y calcáreas hace que haya una mayor variedad vegetativa con bosques de coníferas y bosques frondosos con predominio de castaño.
3. Zona oriental en la que predomina el sustrato calcáreo con bosques frondosos compuestos principalmente por hayas.

### Fauna
Dentro de la fauna se puede destacar como animal más característico de la región al oso pardo cantábrico (Ursus arctos arctos). Esta subeespecie del oso pardo en peligro de extinción mantiene su único hábitat en los montes asturleoneses. 
Otros animales característicos son el Asturcón, raza equina autóctona, el urogallo, el lobo (Canis lupus signatus, 

#### Oso pardo cantábrico

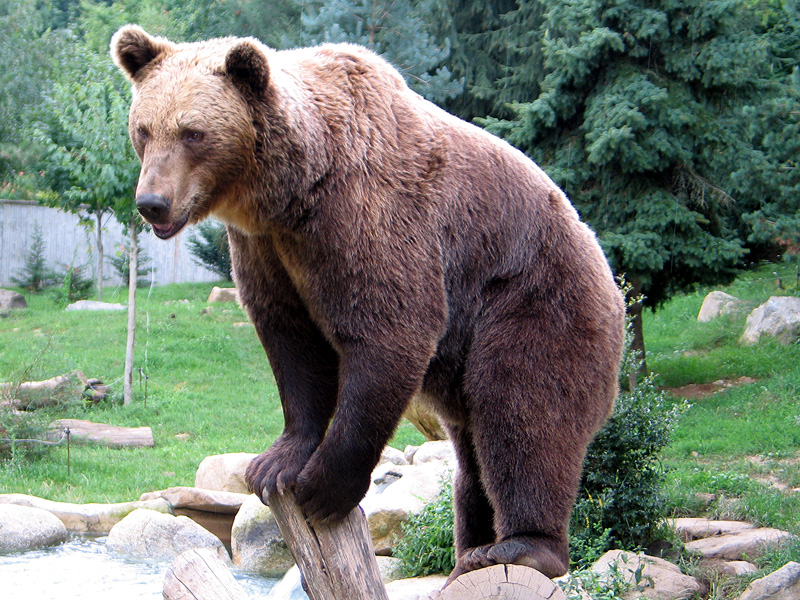
Oso pardo

Morfológicamente son parecidos a los pirenaicos pero más pequeños. La población cantábrica quedó fragmentada, desde la primera mitad del siglo XX, en dos poblaciones genéticamente incomunicadas por falta de intercambio de individuos, denominadas oriental y occidental. La primera ocupa una superficie de unos 2.500 km²;, que se extienden por los montes del nordeste leonés, norte de Palencia y las montañas cántabras cercanas, así como por un pequeño sector asturiano en los concejos de Caso y Ponga. Se calcula que en este núcleo sobreviven actualmente entre 25 - 30 ejemplares.
La población occidental, que se distribuye por unos 2,600 km², es la más importante en cuanto a número de individuos, ya que incluye la mayor parte de la población cantábrica de osos, con un censo actualmente de en torno a los 120 ejemplares. Esta población se extiende por los montes del Alto Sil leonés y ocasionalmente también por los montes colindantes de Lugo, aunque en Asturias es donde ocupa mayor superficie. En León, los osos se localizan principalmente en los municipios de Llaciana, Palacios y Páramos del Sil, mientras que en Lugo suelen ser vistos en los municipios de Cervantes y Navia de Suarna. Los concejos asturianos donde habitan preferentemente son Cangas del Narcea, Degaña, Somiedo y Belmonte de Miranda, que es donde se contabiliza el mayor número de reproducciones cada año, aunque también se localizan ejemplares en los concejos de Proaza, Allande, Ibias, Tineo, Salas, Yernes y Tameza, Quirós, Teverga, Lena, Grado y Santo Adriano.

#### Asturcón
El asturcón es una raza de caballo rústico y de pequeño tamaño de origen asturiano, en España.
Características: Pequeños ejemplares de la familia de los ponis. Grupa inclinada, cola de abundante pilosidad. Un amplio arco costal con un frente pectoral musculado reposa sobre unas extremidades finas con cascos pequeños y redondeados muy resistentes. Alzada media de 1,20 m. Es un animal fácil de montar debido a tener un caminar característico, que además le permite caminar fácilmente por la montaña.

#### Urogallo

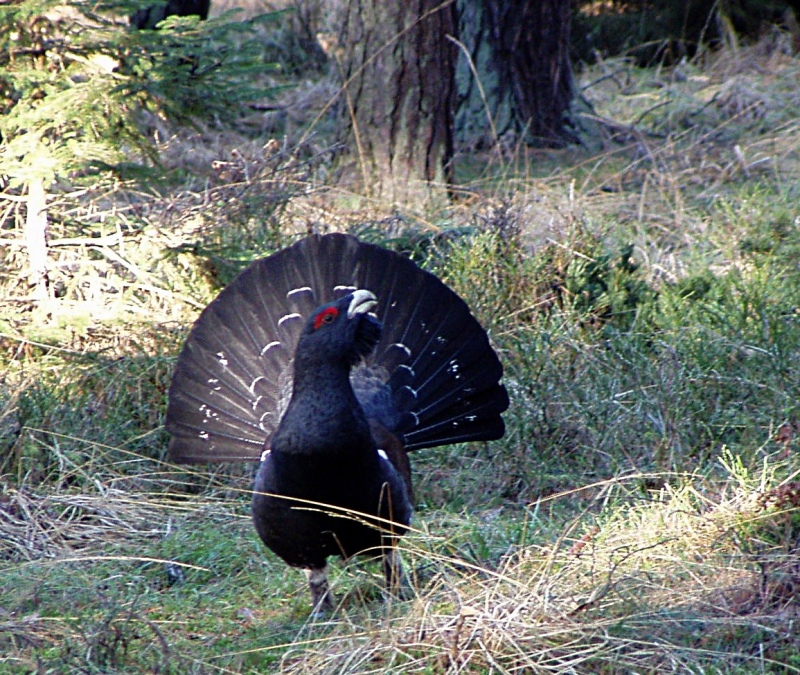
Urogallo.

El urogallo tiene un tamaño máximo de 1,10 m en los machos y 0,70 m las hembras. Se caracteriza por tener unas plumas debajo del pico en forma de barba, una cola en forma de abanico y unos tubérculos rojos sobre los ojos.
El color del plumaje es una característica diferencial entre los sexos. Los machos tienen un color abigarrado entre verde metálico, gris y blanco y las hembras son de color rojizo con manchas pardas y lechosas. Además diferencia a ambos sexos el tamaño del pico que es prominente, de forma curva y de color marfil en los machos y breve y de color negro en las hembras.
El urogallo es de despeje largo y trabajoso y vuelo torpe. Los cercados, vallas, y bosques muy cerrados producen enormes bajas en su población.

### Espacios naturales

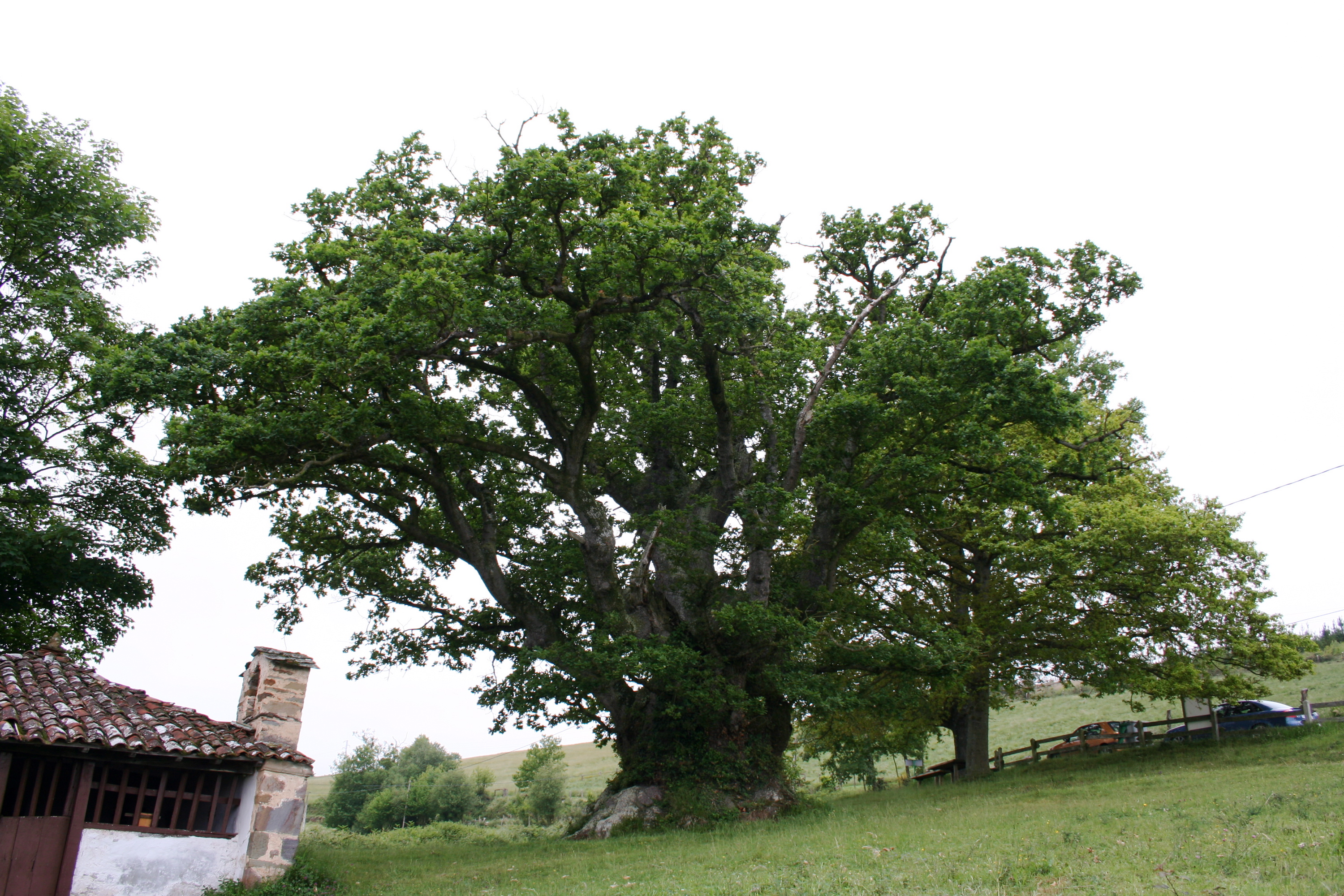
Carbayón de Valentín.

El Plan de Ordenación de los Recursos Naturales de Asturias (PORNA) estableció en el año 1994 como desarrollo de la ley de mayo de 1991 la protección de diferente espacios naturales en la región. Esta ley de protección regional es el desarrollo autonómico de la ley estatal de protección y conservación de los espacios naturales, flora y fauna 
Esta ley establece cuatro tipos diferentes de protección del espacio natural según las necesidades y características del espacio a proteger.
Así podemos catalogar las siguientes figuras de protección: 
- Monumentos naturales: Esta protección está dirigida a espacios naturales con un gran interés pero de escasa superficie como pueden ser árboles, playas o cuevas.
- Reservas naturales: Las reservas naturales pueden ser parciales o integrales
- Parques naturales
- Paisajes protegidos

### Recursos minerales
El mineral más característico de la región es el carbón. Existen varias zonas mineras de extracción a lo largo de la región destacando la cuenca del caudal y Langreo.
Existen también yacimientos auríferos datados desde la antigüedad pues existen vestigios de su extracción por los astures y posteriormente por los romanos. La zona en la cual se concentran los yacimientos son Navelgas y Belmonte de Miranda. En Navelgas podemos encontrar el museo del oro de Asturias y en Belmonte existe una mina de la empresa canadiense Narcea Gold Mines.
Existen también yacimientos de bauxita, hierro